# Harposcleritia stictoneura
Harposcleritia stictoneura är en fjärilsart som beskrevs av Edward Meyrick 1930. Harposcleritia stictoneura ingår i släktet Harposcleritia och familjen vecklare. Inga underarter finns listade i Catalogue of Life.